# Manu Smriti
El Manu Smriti (en sànscrit, मनुस्मृति, Manusmṛti, "Lleis de Manu" o "Codi de Manu") és un llibre de lleis brahmànic escrit, segons les fonts, entre el segle iii aC i el segle iii dC. Es tracta d'un recull d'observacions sobre les cerimònies domèstiques, els ritus fúnebres, els sacrificis i la puresa cerimonial. També inclou una narració de la Creació, la teologia sobre Brahma i reflexions sobre la transmigració de l'ànima. La tradició atribueix la seva autoria directament a Manu que, segons els Vedes, va ser el primer home, el pare de la història, progenitor de la raça humana i primer legislador.